# そのまんま東のぐらぐら・グラッチェ
『そのまんま東のぐらぐら・グラッチェ』（そのまんまひがしのぐらぐらグラッチェ）は、ニッポン放送にて1990年10月から1991年3月まで、ナイター中継の無いナイターオフ期間中に月曜日から木曜日の19:00 - 21:00の時間帯で放送されていたラジオ番組。

## 概要
女性の力がますます強くなっていこうとしていた当時において、『男とは何か』ということや、男性復権を考えようというコンセプトの番組だった。
なお、本番組の終了後も1991年5月20日から同年9月まで、ナイターの無い月曜日において『そのまんま東のグラッチェ電リク』（18:10 - 20:00）が放送されていた。

## パーソナリティ
- そのまんま東
- 増山さやか (ニッポン放送アナウンサー)

## タイムテーブル
- 19:00　今日のバカヤロー
- 19:10　MUSIC MEMORY
- 19:30　男の駆け込み寺[2]
- 20:00　お笑い虎の穴

## 地方局フィラー曲
- 19:28頃　BGM:(『カビンガーパーティ』ザ・ニューアンティークス)
- 19:55頃　BGM:(『Looking for Rainbows』シャカタク/1990)

## ネット局
| - STVラジオ（2） - 青森放送（2） - 秋田放送■（2・1※） - 岩手放送○（1・2） - 山形放送▲（2） - 東北放送（2） - ラジオ福島（2） - 茨城放送（2） - 栃木放送（2） - 新潟放送（2） - 信越放送◎（1・2・3） - 山梨放送○（1・2） | - 北日本放送◇（2・3） - 北陸放送▲（2） - 福井放送▲（2） - 静岡放送◇（2・3） - 東海ラジオ（2） - KBS京都○（1・2） - 和歌山放送◇（2・3） - 山陽放送▲（2） - 山陰放送◎（1・2・3） - 中国放送（2） - 山口放送▲（2） | - 四国放送（2） - 西日本放送☆（1・2・3・4） - 南海放送（2） - 高知放送◇（2・3） - KBCラジオ（2） - 大分放送◇（2・3※） - 長崎放送◎（1・2・3※） - 熊本放送（2） - 宮崎放送◇（2・3） - 南日本放送（2） - ラジオ沖縄（2） |

凡例
- ☆ - 19:00 - 21:00 （フルネット）
- ◎ - 19:00 - 20:00
- ◇ - 19:10 - 20:00
- ○ - 19:00 - 19:30
- ■ - 19:10 - 19:40
- ▲ - 19:20 - 19:40 （時差ネット）
- 無印 - 19:10 - 19:30

- （1） - 『今日のバカヤロー』をネット
- （2） - 『MUSIC MEMORY』をネット
- （3） - 『男の駆け込み寺』をネット
- （4） - 『お笑い虎の穴』をネット

- ※ - 秋田放送は（2）と（1）の順番を逆に放送（『今日のバカヤロー』が時差ネット）

大分放送、長崎放送はいずれも『男の駆け込み寺』の月曜日の放送は無かった。
- MBSラジオは19:10 - 19:30の時間を同時ネット、19:30 - 20:00の時間は基幹5局（STVラジオ･ニッポン放送・東海ラジオ・MBSラジオ・KBCラジオ）企画ネット（この枠内の時間を「スポーツ&バラエティワイド」と呼んでいた。）で対応していた（なお、金曜日は別番組が放送されていたが19:10 - 20:00は月 - 木と同じコーナーで統一されていた）。
- 上記の通り西日本放送はフルネットしたことから、三才ブックス「ラジオ新番組速報版 1990年秋号」の改編案内タイトルで「そのまんまネット」と称された。